# Cap Blanc (Saint-Pierre-et-Miquelon)
Pour les articles homonymes, voir Cap Blanc.
Le cap Blanc est un cap de France situé à Saint-Pierre-et-Miquelon.

## Géographie
Le cap Blanc se situe dans le sud-ouest du Cap, juste au nord de la dune de Miquelon, l'isthme reliant le Cap à Grande Miquelon. Il est dominé par le Calvaire au nord-est, la colline qui surplombe le village de Miquelon situé juste à l'est. La route nationale 3 qui traverse Miquelon arrive au cap Blanc et notamment à son phare.